# MSC Aviation
MSC Aviation SA est la compagnie d'affaires dédiée uniquement aux besoins du groupe Mediterranean Shipping Company (MSC), armateur de porte-conteneurs et de navires de croisières italo-suisse.

## Histoire
C'est en septembre 2005 que la compagnie MSC Aviation SA a été créée dans le cadre d’une exploitation «corporate» dédiée uniquement au groupe MSC (Mediterranean Shipping Company), propriétaire de MSC Cruises, MSC Air Cargo ou de MSC transport Maritime. 
Elle se dédie uniquement aux besoins du groupe Mediterranean Shipping Company (M.S.C.). 
Elle est membre de l'Association Genevoise pour l'Aviation d'Affaires (AGAA) qui permet aux professionnels basés à Genève de parler d'une seule voix, dont le président-fondateur est Walter Chetcuti[source secondaire souhaitée].
Monsieur Diego Aponte, Président-directeur général du Groupe MSC depuis 2014, est membre du conseil d'administration de la compagnie.
Le siège de la compagnie est situé au  12-14 Chemin Rieu à Genève, siège de Mediterranean Shipping Company SA (MSC).

## Flotte
La flotte est composée de Dassault Falcon 2000EX dont ceux immatriculés HB-JGD et HB-JGG.
Ils sont basés sur l'aéroport de Genève au sein des installations de sa filiale "Geneva Airpark" (solution de service globale pour l’aviation d’affaires).
MSC a commencé son service en 2005 avec un Hawker 800 immatriculé HB-VOB. Il a été vendu en 2015.

## Galerie photographique

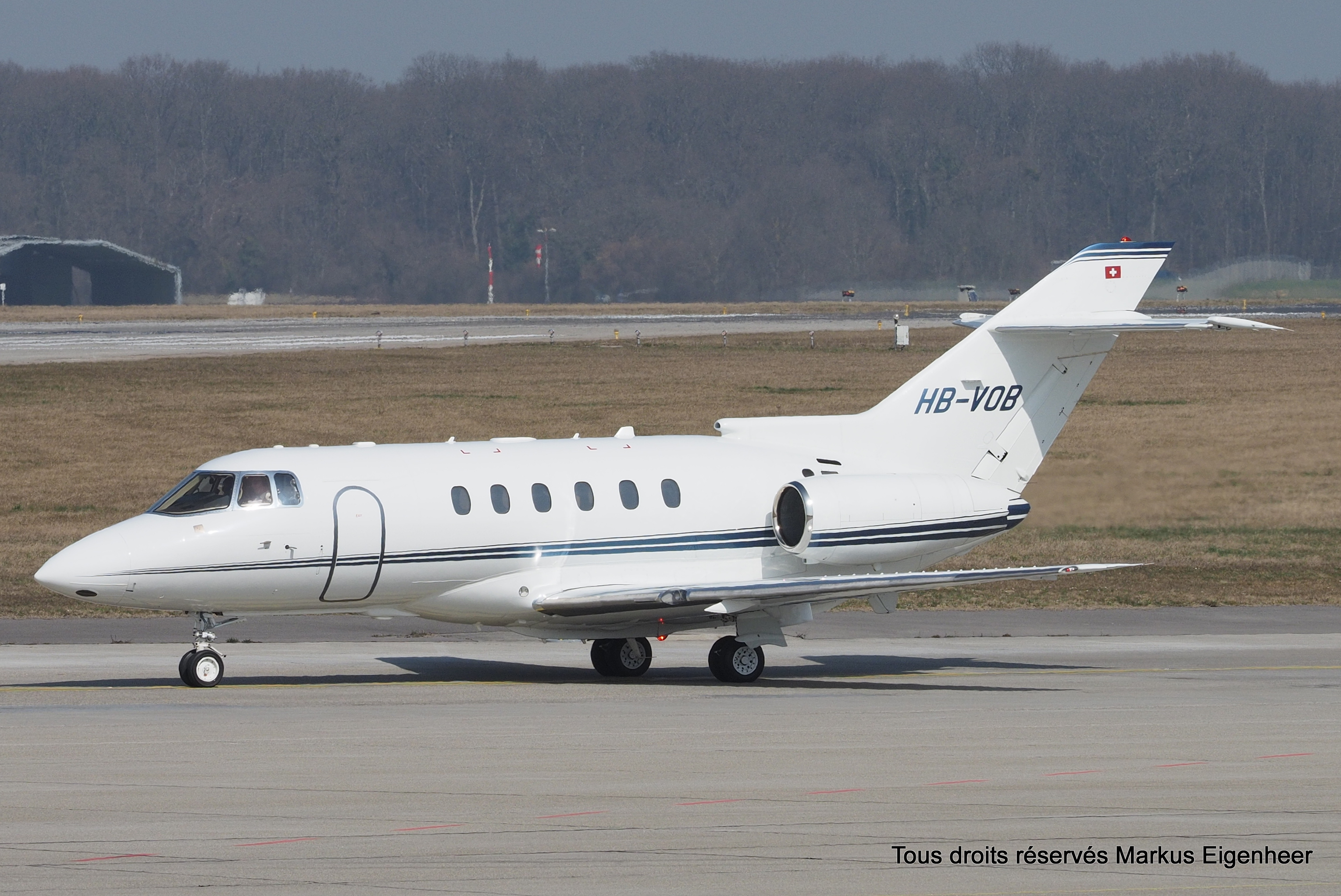
Ancien Hawker 800 HB-VOB de MSC Aviation en 2015
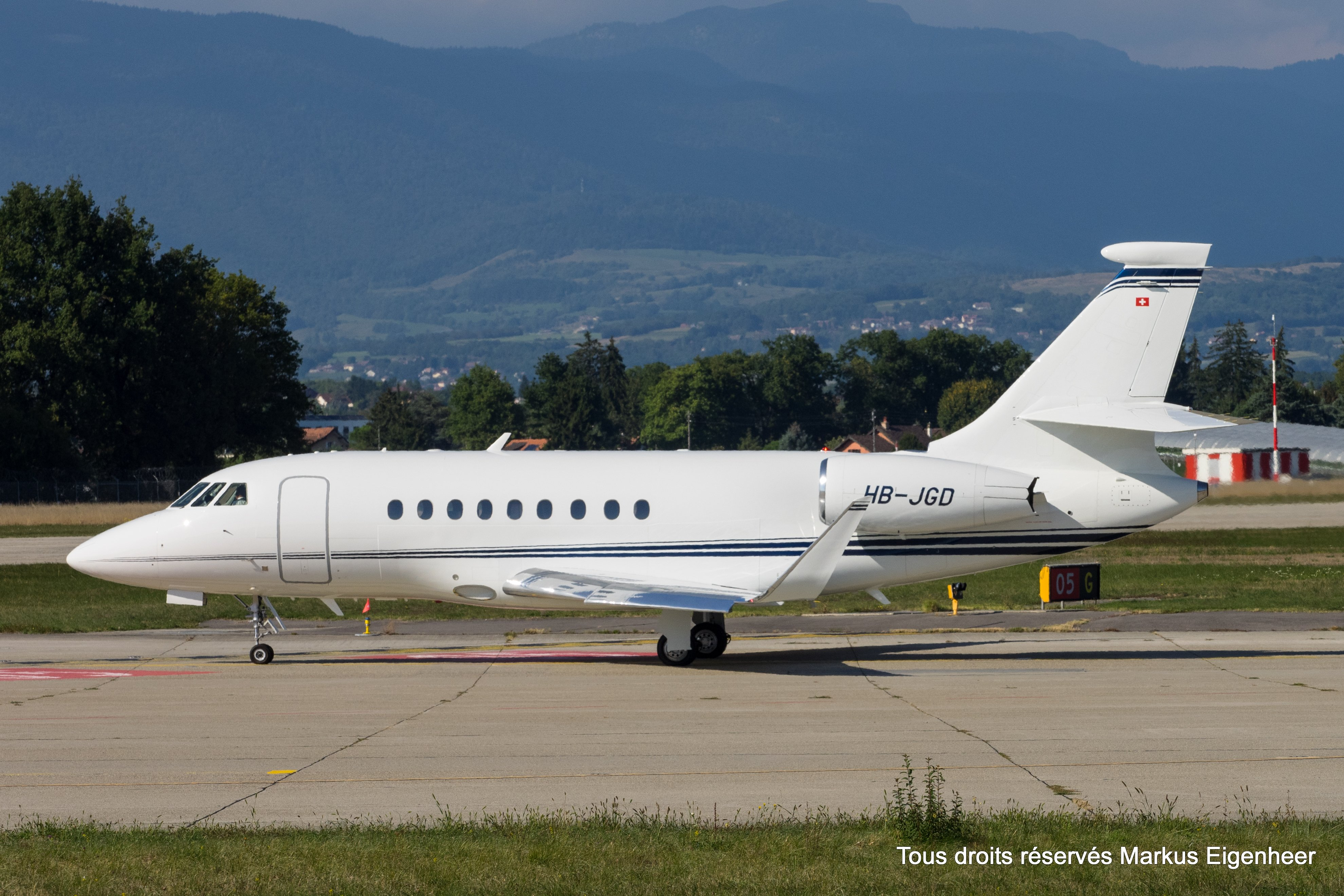
Falcon HB-JGD en 2015 à Genève
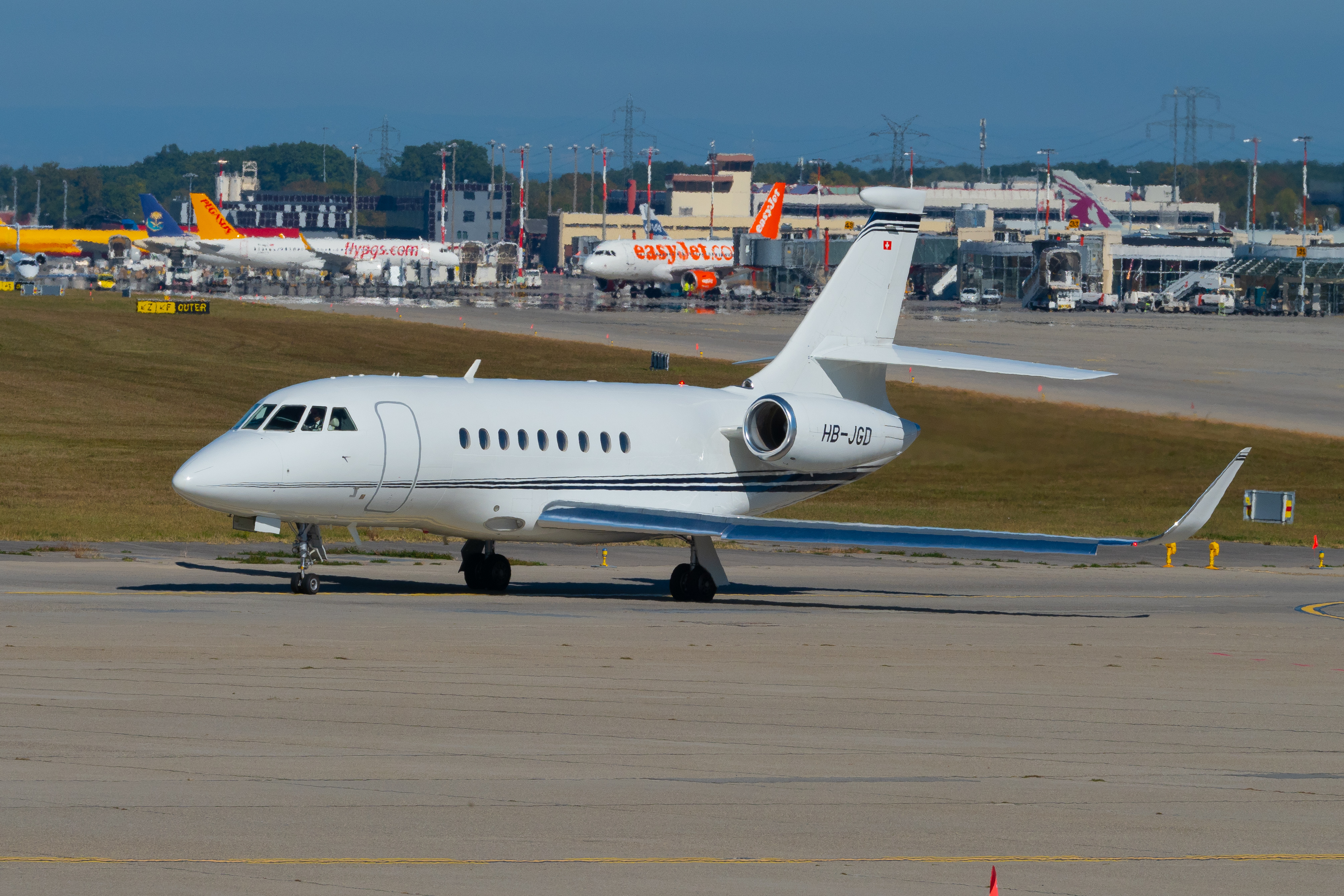
Falcon HB-JGD en Septembre 2018 à Genève International Airport
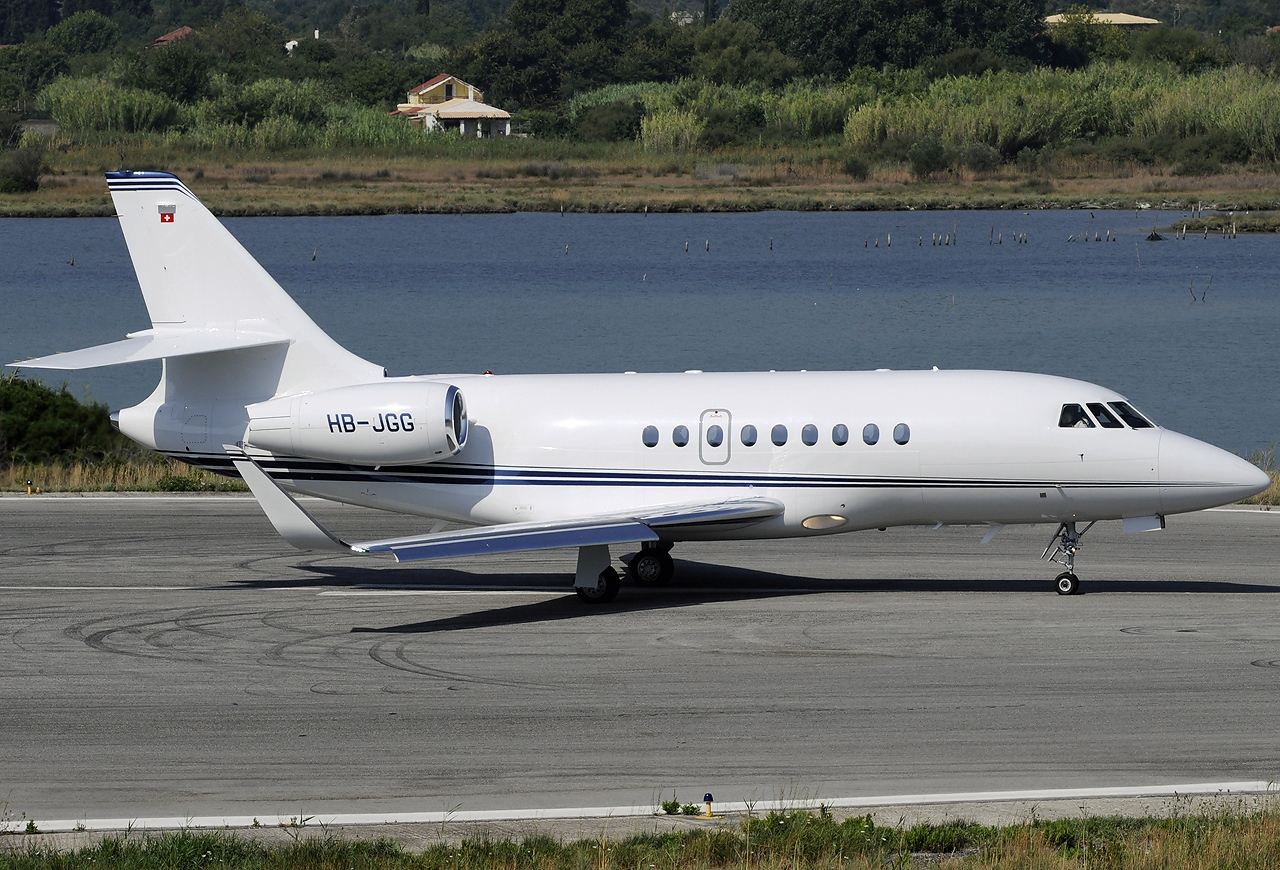
Falcon HB-JGG à Corfu (Grèce) en Août 2009
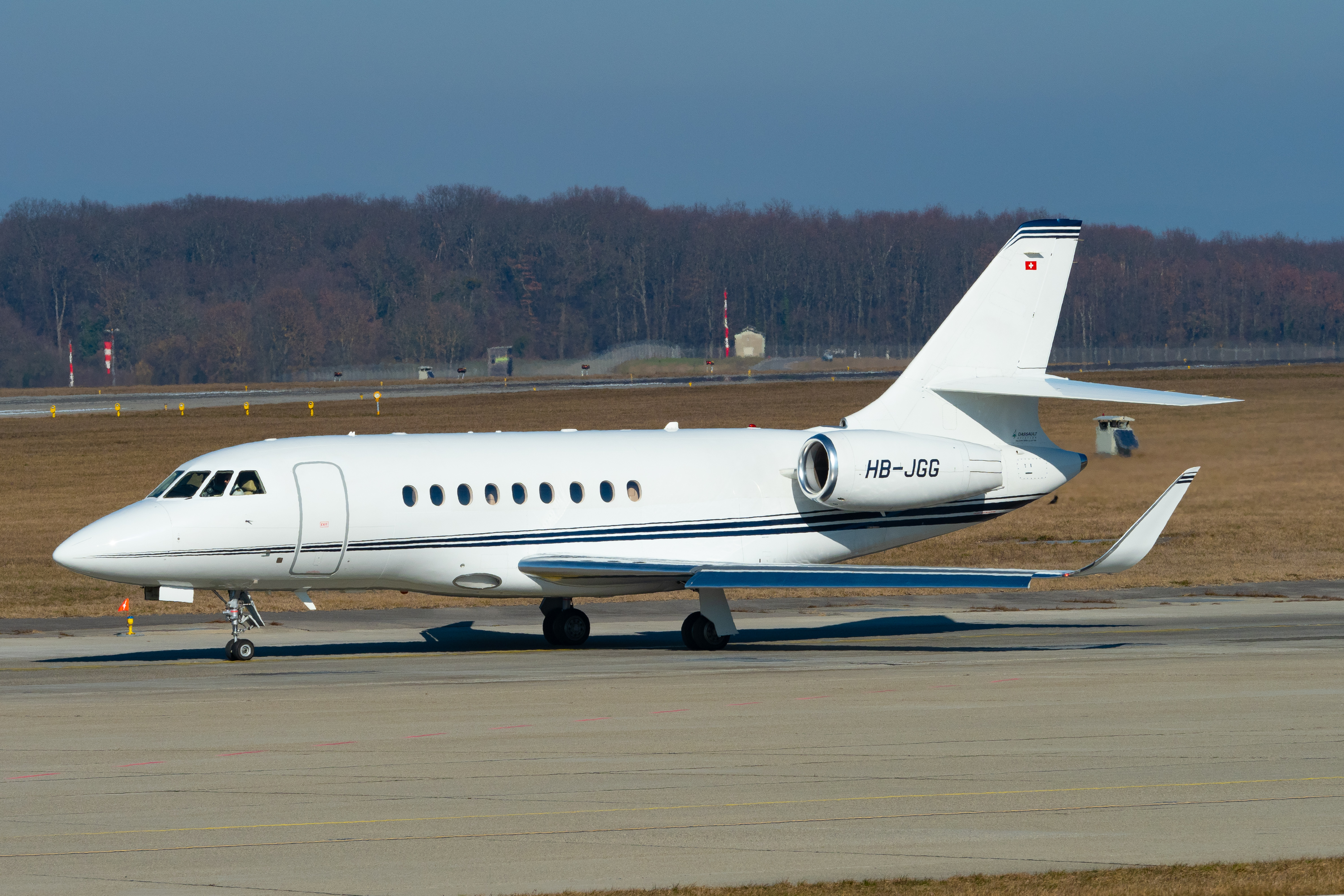
Falcon HB-JGG en Février 2019 à Genève